# Sebastian Dadler

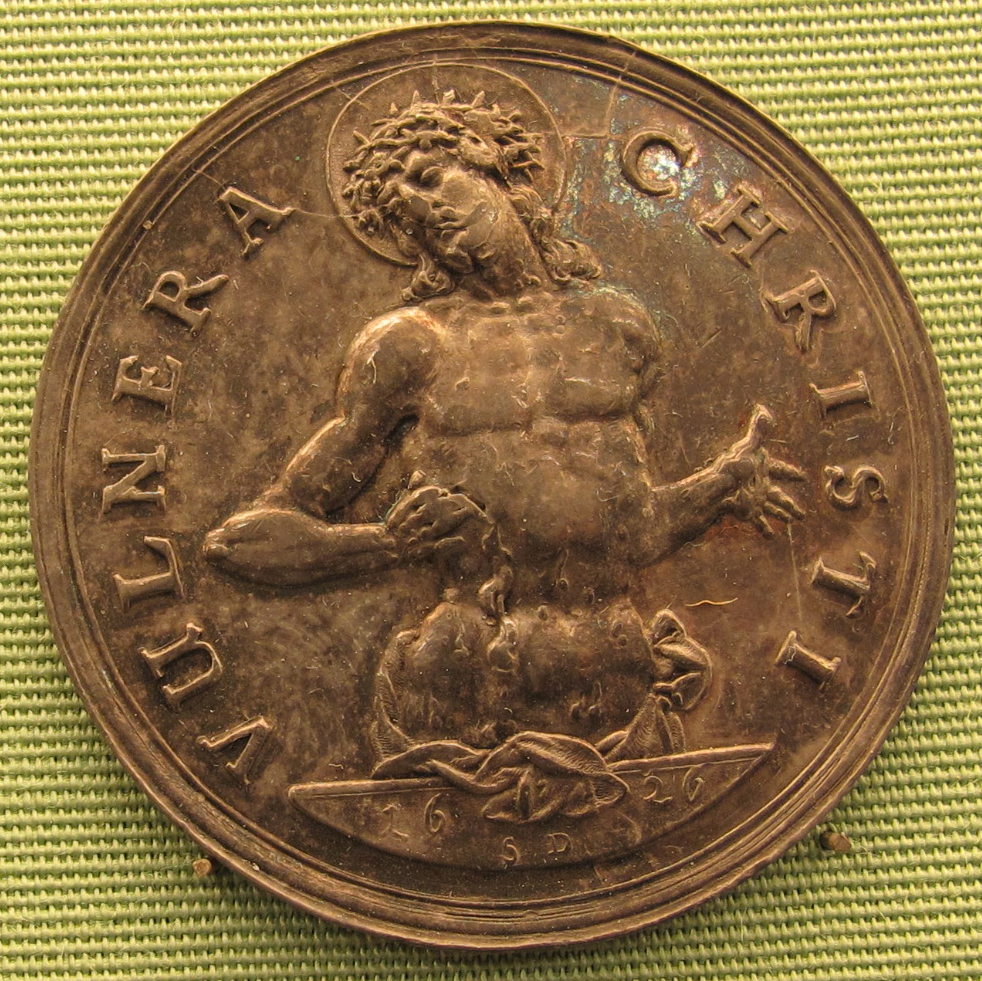
Medaille Schmerzensmann, 1626

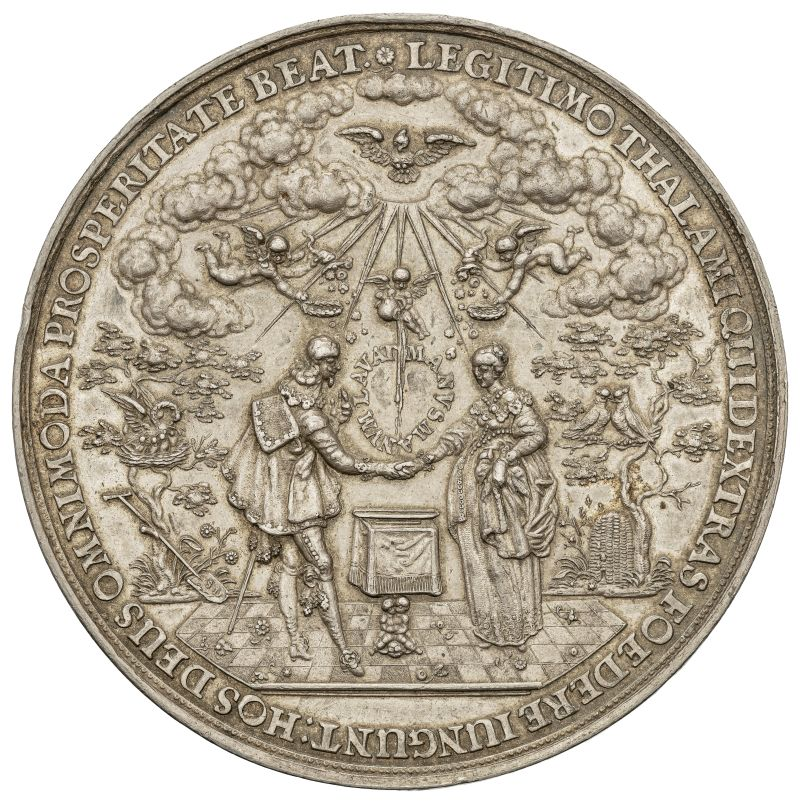
Auf die Hochzeit, 1635, Medaille im Museum August Kestner, Hannover

Sebastian Dadler (* 6. März 1586 in Straßburg; † 6. Juli 1657 in Hamburg) war ein deutscher Goldschmied und Medailleur.

## Leben
Straßburg und Augsburg

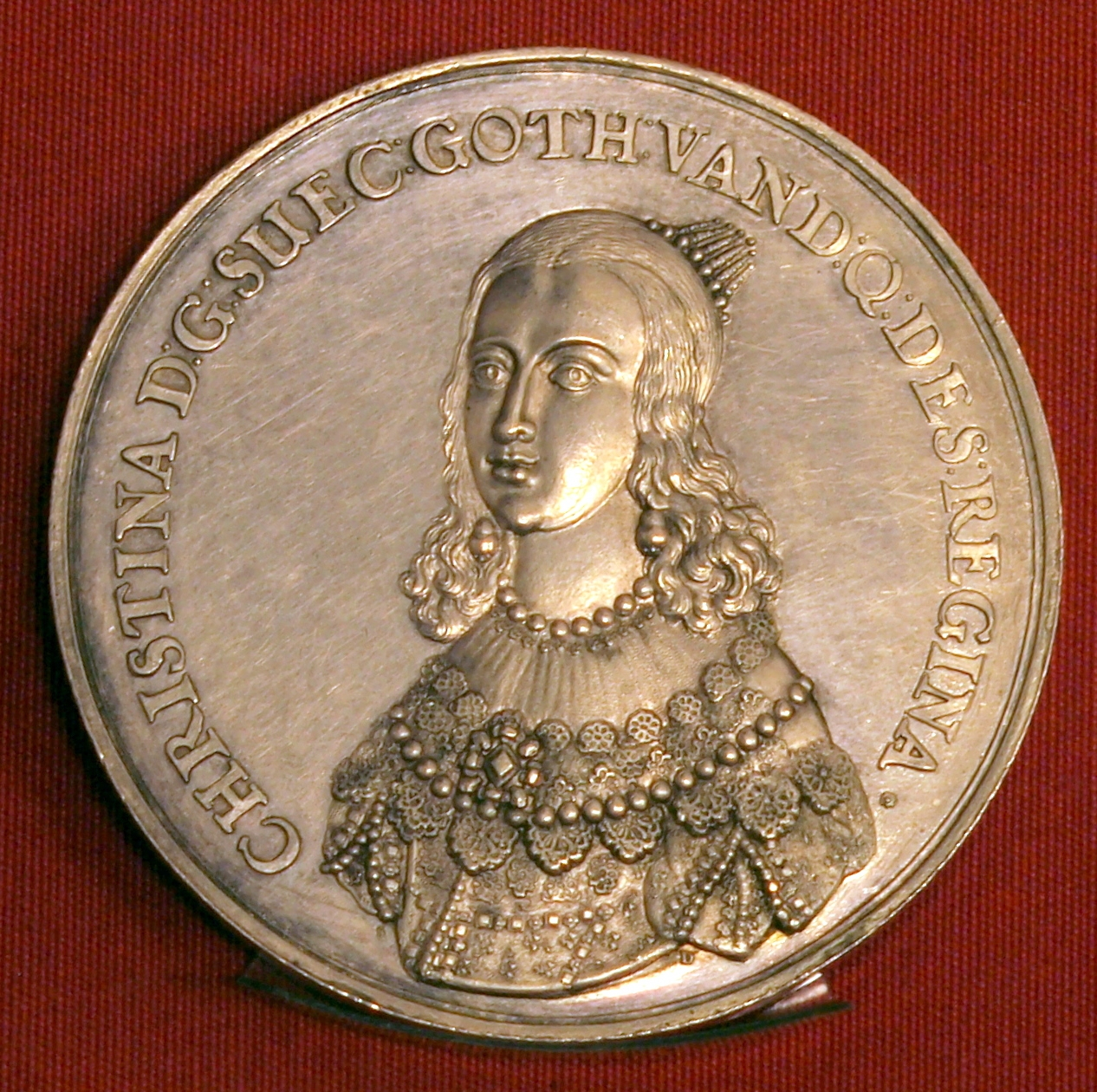
Christina, Königin von Schweden, 1632

Sebastian Dadler war der Sohn des Straßburger Schiffszimmermanns Jacob Dettler und dessen Ehefrau Apollonia. Seine handwerkliche Ausbildung ist nicht bekannt. 
1611 heiratete er in Augsburg Rosina Esther, deren Vater Harnischmacher war. 1619 bezeichnete er sich dort als kaiserlicher Hofgoldschmid, gegen eine solche Tätigkeit protestierten allerdings die ortsansässigen Goldschmiede. Sie baten den Rat der Stadt, Dadler das Bürgerrecht nur unter der Auflage zu erteilen, dort nicht als Goldschmied tätig zu werden. 1621 erbte Dadler, der bis dahin nur ein unzureichendes Einkommen hatte. 
Dresden 
1621 verließ Dadler die Stadt  gen Dresden.
Kurfürst Johann Georg I. stellte ihn als Hofkünstler und Hofgoldschmied ein. Hier arbeitete er für jährlich 300 Gulden. In dieser Zeit schuf Dadler, zumeist im Auftrag des Fürsten, repräsentative Medaillen. Diese zeigten Szenen aktueller Schlachten aus Sicht der Protestanten. Da Dresden während des Dreißigjährigen Kriegs bedroht wurde, musste Dadler mit  an den Befestigungsanlagen der Stadt arbeiten. Im November 1632 hielt ein Stadtschreiber fest, dass der Goldschmied Dadler noch 18 Tage Arbeit an den Schanzen leisten müsse, jedoch nach Hamburg verreist sei.  Wo er sich in den folgenden Jahren aufhielt, ist unbekannt.
Danzig
Seit 1634 lebte und arbeitete Sebastian Dadler in Danzig, das damals zum Königreich Polen gehörte. Hier heiratete er 1647 in zweiter Ehe Margarethe Neumann.
Hamburg
1648 zog Dadler nach Hamburg. Er erhielt dort als Zugezogener nicht das Bürgerrecht, sondern galt als  Schutzverwandter. Die Wedde wies ihn dafür an, jährlich neun Mark Steuern zu entrichten. Die Zeit in Hamburg gestaltete sich für ihn  sehr erfolgreich, er fertigte dort zahlreiche Münzen und Medaillen für verschiedenste Auftraggeber.
Sebastian Dadler starb im Juli 1657. Er wurde auf dem Friedhof in Hamburg-Neustadt beigesetzt. 
Zu seinen Schülern gehörten Johann Höhn der Ältere, mit dem Dadler in Dresden und Danzig zusammenarbeitete, sowie  Johann Reteke der Ältere († 1685) und Johann Reteke der Jüngere († 1720).

## Wirken

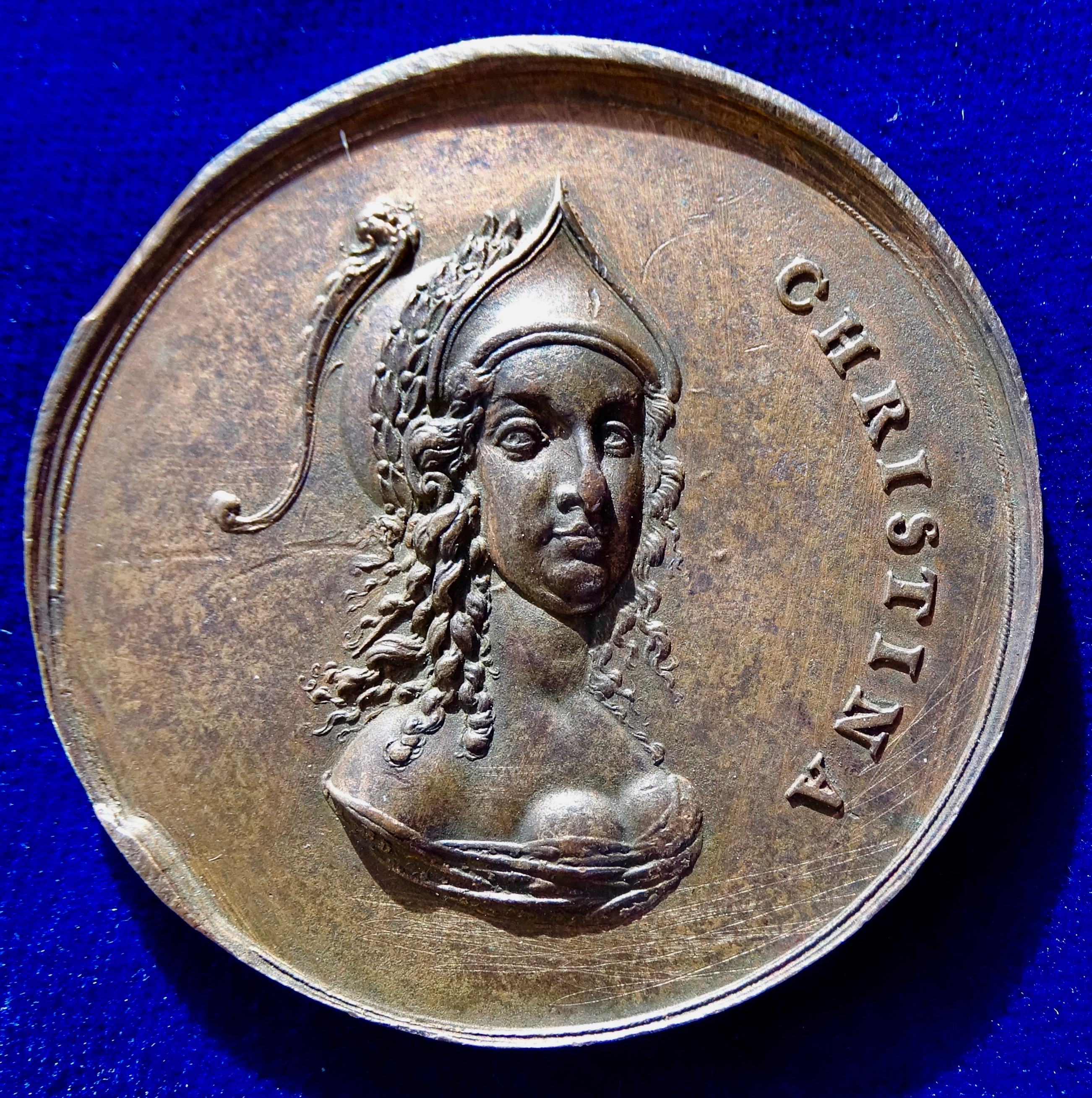
Medaille o. J. (1648) auf den Westfälischen Frieden. Christina von Schweden, Porträt r. Vorderseite.

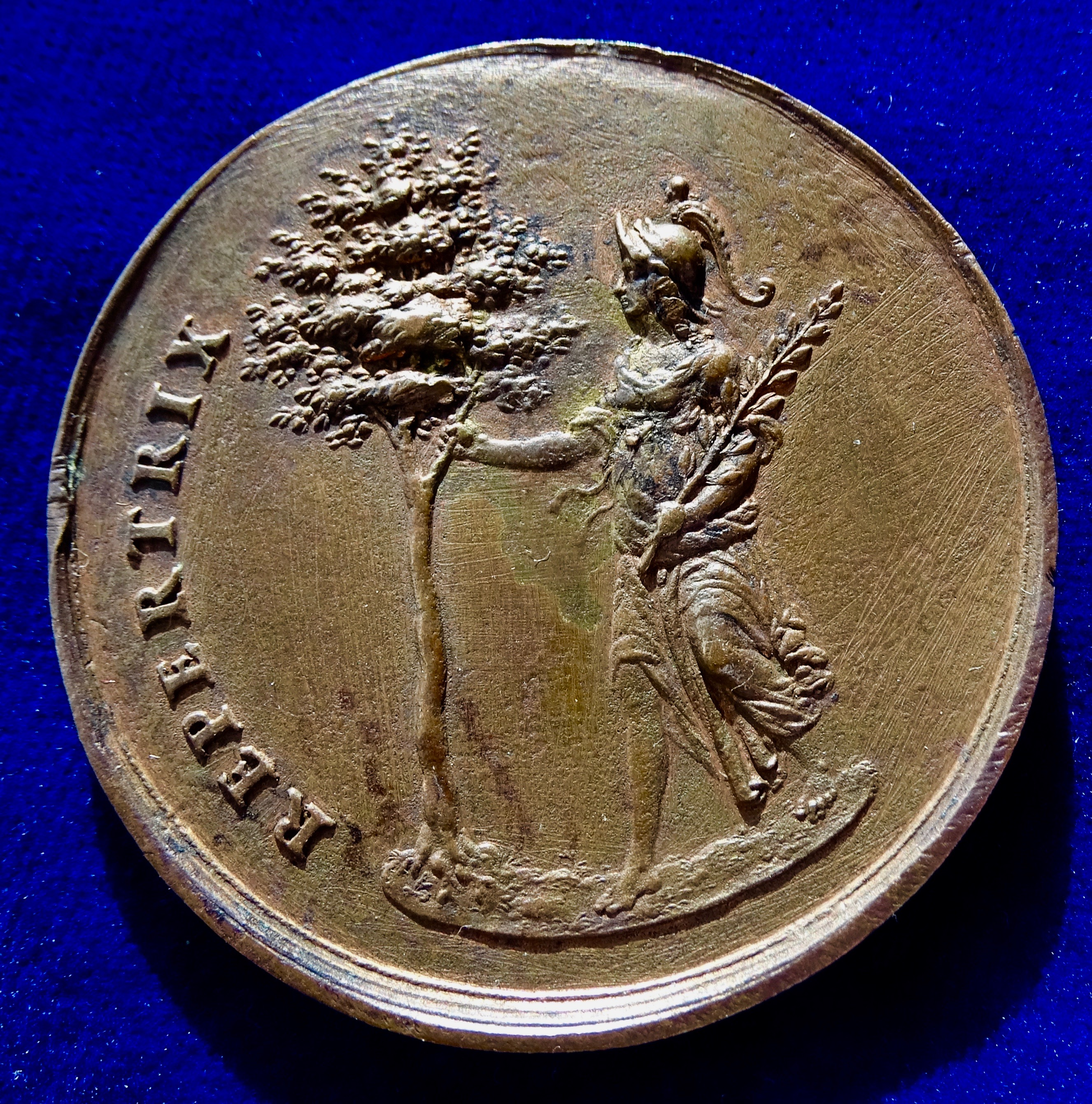
Die Rückseite dieser Medaille: Christina von Schweden als Minerva mit einem Olivenzweig im linken Arm, mit der Rechten berührt sie den Lebensbaum.

Sebastian Dadler schuf über 100 Medaillen und Münzen. Seine Hauptmotive waren Porträts, Darstellungen von Städten und Schlachten und allegorische und religiöse Themen. Er erhielt Aufträge auch aus Polen, Schweden und den Vereinigten Niederlanden.
Einzelne Medaillen und Münzen
- 1636 stellte Dadler eine große Silbermedaille für die Stadt Hamburg aus Anlass der erneut verliehenen Elbprivilegs durch den Kaiser her. Die Vorderseite zeigt Merkur, der breitbeinig über der Elbe steht. Diese Medaille ist heute im Münzkabinett des Museums für Hamburgische Geschichte zu sehen.
- 1648 eine Medaille für die Abschlussfeier der Vertragsverhandlungen zum Westfälischen Friedens.
- 1648 für das Ende des Achtzigjährigen Krieges
- 1648 Krönungsfeier Friedrich III. von Dänemark und Norwegen,
- 1649 Krönung Königin Christine von Schwedens,
- 1649 die Ratifikation des Westfälischen Friedens
- 1649 die Hochzeit des polnischen Königs Johann II. Kasimir
- 1650  Dank- und Friedensfest in Kursachsen
- 1651 Versammlung der Generalstände der Niederlande
- 1651 König Johann II. Kasimir von Polen, der Kiew erobert hatte
- 1653 einen goldenen Bankportugaleser mit einem  Nennwert von zehn Dukaten für die Hamburger Bank die auf Vorder- und Rückseite Hamburg und die prosperierende Schifffahrt auf der Elbe zeigt und den Frieden rühmt. Nach diesem Vorbild entstanden bis 1841 zahlreiche Portugaleser, die zu verschiedensten Anlässen angefertigt wurden.

- 1657  Lübecker Hochzeitsmedaille  [2].

Seine Arbeiten sind in vielen wichtigen Münzkabinetten und Museen vertreten.